# Het leven der dieren

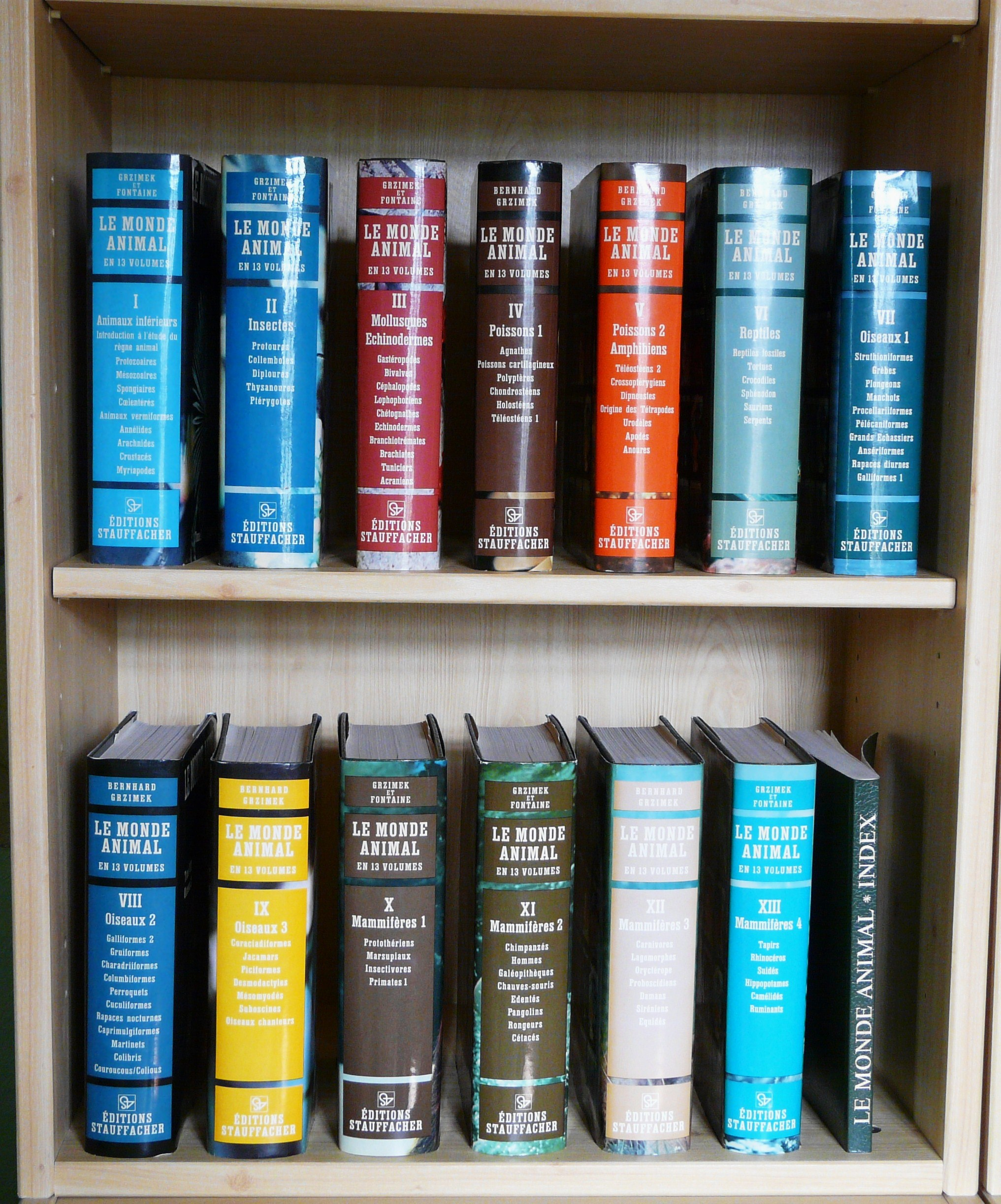
Franstalige editie

Het leven der dieren is een encyclopedie onder redactie van Bernhard Grzimek die in 1969 verscheen. Het is een omvangrijk naslagwerk bestaande uit een beschrijving van alle bekende groepen van dierlijke organismen. De encyclopedie bevat soortbeschrijvingen van zo'n 8000 diersoorten en is voorzien van duizenden afbeeldingen. 
Grzimeks dierenencyclopedie bestaat uit dertien delen:
- Deel 1: Lagere dieren[1]
- Deel 2: Insecten[2]
- Deel 3: Weekdieren en stekelhuidigen[3]
- Deel 4: Vissen 1[4]
- Deel 5: Vissen 2 en amfibieën[5]
- Deel 6: Reptielen[6]
- Deel 7: Vogels 1[7]
- Deel 8: Vogels 2[8]
- Deel 9: Vogels 3[9]
- Deel 10: Zoogdieren 1[10]
- Deel 11: Zoogdieren 2[11]
- Deel 12: Zoogdieren 3[12]
- Deel 13: Zoogdieren 4[13]

De oorspronkelijke Duitstalige versie bevatte nog drie verdere delen, die ontwikkeling, gedrag en milieu behandelen. Deze delen zijn ook in het Nederlands verschenen. 
In 2009 verscheen een online-versie waarop men zich kan abonneren.